# Rorippa curvipes
Rorippa curvipes är en korsblommig växtart som beskrevs av Edward Lee Greene. Rorippa curvipes ingår i släktet fränen, och familjen korsblommiga växter. Inga underarter finns listade i Catalogue of Life.